# Streptocarpus mangindranensis
Streptocarpus mangindranensis är en tvåhjärtbladig växtart som beskrevs av Jean-Henri Humbert. Streptocarpus mangindranensis ingår i släktet Streptocarpus och familjen Gesneriaceae. Inga underarter finns listade i Catalogue of Life.